# WebM
WebM(웹엠)은 로열티 비용이 없는 개방형 고화질 영상 압축 형식의 영상 포맷이며 HTML5 비디오와 함께 이용한다. 2010년 5월 19일에 처음 나왔으며 이 프로젝트는 구글의 후원을 받아 개발된다.
WebM 파일은 VP8 비디오와 Vorbis 오디오 스트림으로 이루어져 있으며, 2013년에  VP9 비디오와 Opus 오디오를 수용하는 것으로 갱신되었다. WebM 컨테이너는 마트료시카 프로파일에 기반을 둔다.
이 프로젝트는 BSD 라이선스 하에서 WebM 관련 소프트웨어를 출시하며 모든 사용자는 아무런 비용 없이 이를 이용할 수 있다.

## 지원
구글 I/O는 모질라 파이어폭스, 오페라, 구글 크롬을 지원한다고 밝혔다. VP8 코덱이 설치되어 있으면 인터넷 익스플로러 9에서 WebM 파일들을 지원하며 사파리의 경우 퀵타임에 설치된 코덱(페리안 등의 코덱 요소)으로 지원 받을 수 있다. 에피파니 또한 GStreamer 멀티미디어 프레임워크를 통해 지원한다.
유튜브에서는 HTML5 플레이어를 시범 운영하면서 WebM을 지원한다. 로지텍은 화상 통화 서비스의 일부로 WebM을 지원한다.

## 같이 보기
- WebP
- Theora
- H.264/AVC